# Condado de LaPorte
El condado de LaPorte (en inglés: LaPorte County), fundado en 1832, es uno de 92 condados del estado estadounidense de Indiana. En el año 2000, el condado tenía una población de 110 106 habitantes y una densidad poblacional de 71 personas por km². La sede del condado es La Porte. El condado recibe su nombre de la palabra francesa La Puerta <<La Porte>>.

## Geografía
Según la Oficina del Censo, el condado tiene un área total de 1588 km², de la cual 1549 km² es tierra y 39 km² (2.4%) es agua.

### Condados adyacentes
- Condado de Berrien, Míchigan (noreste)
- Condado de St. Joseph (este)
- Condado de Starke (sur)
- Condado de Jasper (suroeste)
- Condado de Porter (oeste)

## Demografía
Según la Oficina del Censo en 2007, los ingresos medios por hogar en el condado eran de $41 430 y los ingresos medios por familia eran $49 872. Los hombres tenían unos ingresos medios de $36 686 frente a los $23 955 para las mujeres. La renta per cápita para el condado era de $18 913. Alrededor del 8.70% de la población estaban por debajo del umbral de pobreza.

## Transporte

### Principales autopistas
- Indiana Toll Road (Interestatal 80 e Interestatal 90)
- Interestatal 94
- U.S. Route 6
- U.S. Route 12
- U.S. Route 20
- U.S. Route 30
- U.S. Route 35
- U.S. Route 421
- Carretera Estatal de Indiana 2
- Carretera Estatal de Indiana 4
- Carretera Estatal de Indiana 39
- Carretera Estatal de Indiana 104
- Carretera Estatal de Indiana 212

## Municipalidades

### Ciudades y pueblos
- La Porte
- Michigan City

### Pueblos
- Kingsbury
- Kingsford Heights
- LaCrosse
- Long Beach
- Michiana Shores
- Pottawattamie Park
- Trail Creek
- Wanatah
- Westville

### Áreas no incorporadas
- Alida
- Birchim
- Byron
- Door Village
- Duneland Beach
- Fish Lake
- Hanna
- Hesston
- Holmesville
- Hudson Lake
- Lake Park
- Mill Creek
- Otis
- Pinhook
- Pinola
- Plainfield
- Riverside
- Rolling Prairie
- Salem Heights
- Smith
- South Center
- South Wanatah
- Springfield
- Stillwell
- Thomaston
- Tracy
- Union Mills
- Waterford
- Wellsboro
- Wilders

### Municipios
El condado de LaPorte está dividido en 21 municipios:
- Cass
- Center
- Clinton
- Coolspring
- Dewey
- Galena
- Hanna
- Hudson
- Johnson
- Kankakee
- Lincoln
- Míchigan
- New Durham
- Noble
- Pleasant
- Prairie
- Scipio
- Springfield
- Union
- Washington
- Wills